# Macrothele taiwanensis
Macrothele taiwanensis là một loài nhện trong họ Hexathelidae. Loài này phân bố ở Đài Loan.